# Copiapoa calderana
Copiapoa calderana (укр. Коп'япоа кальдерана, Коп'япоа кальдеранська; синоніми: Copiapoa boliviana, Copiapoa lembckei, Copiapoa marginata, Copiapoa streptocaulon, Copiapoa atacamensis) — вид сукулентних рослин з роду коп'япоа (Copiapoa) родини кактусових.

## Етимологія
Назва виду походить від місця, де була знайдена ця рослина — Кальдера (Caldera).

## Ареал
Чилі (Кальдера, Антофагаста, Атакама). Ці рослини живуть переважно в скелястих прибережних районах. Довге бульбове коріння цього Copiapoa сховане глибоко в цих ґрунтах, які дуже бідні органічною речовиною. Поверхневий шар повністю складається з «maicillo» (граніту) а в найглибшому рівні дуже щільні глини, які в змозі зберегти воду протягом всього літа. У районі, де ростуть ці рослини дуже мало дощів, але часті прибережні тумани забезпечують значну частину їхніх потреб у воді.

## Морфологічний опис

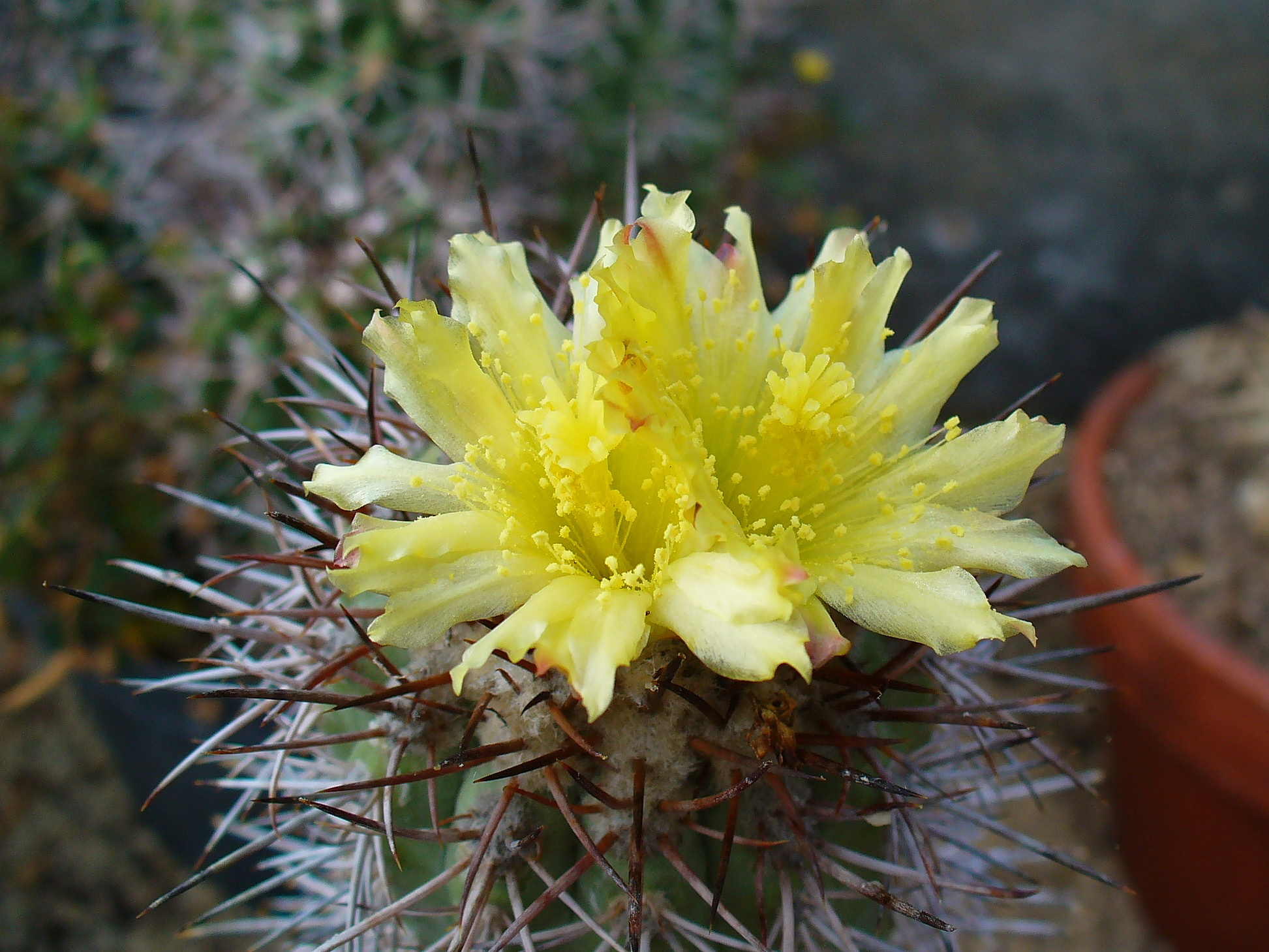
Квіти Copiapoa calderana

Одиночна або утворююча кущі рослина. Стебло циліндричне, досягає 30 см у висоту (на батьківщині) і 10 см в діаметрі, сіро-зеленого кольору. Верхівка опушена.
Ребер 10-17, розділених хвилястою канавкою. Ареоли круглі, шерстисті, сіруваті, з віком темніють.
Радіальних колючок 4-7, до 1,5 см завдовжки, голкоподібних, прямих і жорстких, чорних або темно-коричневих, з віком сіріючих. Центральних колючок 1-2, до 3 см завдовжки.
Квітки світло-жовті, ароматні, воронковідной форми. Плід зелений. Насіння блискуче, чорне. Розмноження насінням. Для прискорення росту використовують щеплення.

## Охоронні заходи
Copiapoa calderana входить до Червоного Списку Міжнародного Союзу Охорони Природи видів, з найменшим ризиком (LC).

## Утримання
Цей повільно зростаючий кактус потребує захисту від надмірного тепла та сонця влітку. Регулярні поливи влітку, але ґрунтова суміш має просохнути між поливами, потребує хорошого дренажу. Сухе та тепле утримання взимку (температура не нижче 10 °C.), щоб уникнути гниття.